# جيمي كير (لاعب كريكت)
جيمي كير (12 يونيو 1975 في المملكة المتحدة - ) (بالإنجليزية: Jamie Kerr)‏ هو لاعب كريكت بريطاني. شارك مع منتخب اسكتلندا الوطني للكريكت.

## وصلات خارجية
- جيمي كير على موقع إي آس بي آن كريك إنفو (الإنجليزية)